# Toray Pan Pacific Open
Toray Pan Pacific Open (japanska: 東レ・パン・パシフィック・テニス) är en tennisturnering för damer som spelas årligen i Tokyo, Japan. Turneringen ingår i kategorin Premier på WTA-touren och när den startade 1984 spelades den inomhus på matta, men sedan 2008 har den spelats utomhus på hardcourt.

## Resultat

### Singel
| År   | Mästare             | Finalist                 | Resultat            |
| ---- | ------------------- | ------------------------ | ------------------- |
| 1984 | Manuela Maleeva     | Claudia Kohde-Kilsch     | 3-6, 6-4, 6-4       |
| 1985 | Manuela Maleeva     | Bonnie Gadusek           | 7-6(2), 3-6, 7-5    |
| 1986 | Steffi Graf         | Manuela Maleeva          | 6-4, 6-2            |
| 1987 | Gabriela Sabatini   | Manuela Maleeva          | 6-4, 7-6(6)         |
| 1988 | Pam Shriver         | Helena Suková            | 7-5 6-1             |
| 1989 | Martina Navrátilová | Lori McNeil              | 6-7(3), 6-3, 7-6(5) |
| 1990 | Steffi Graf         | Arantxa Sánchez Vicario  | 6-1, 6-2            |
| 1991 | Gabriela Sabatini   | Martina Navrátilová      | 2-6, 6-2, 6-4       |
| 1992 | Gabriela Sabatini   | Martina Navrátilová      | 6-2, 4-6, 6-2       |
| 1993 | Martina Navrátilová | Larisa Savchenko-Neiland | 6-2, 6-2            |
| 1994 | Steffi Graf         | Martina Navrátilová      | 6-2, 6-4            |
| 1995 | Kimiko Date         | Lindsay Davenport        | 6-1, 6-2            |
| 1996 | Iva Majoli          | Arantxa Sánchez Vicario  | 6-4, 6-1            |
| 1997 | Martina Hingis      | Steffi Graf              | walkover            |
| 1998 | Lindsay Davenport   | Martina Hingis           | 6-3, 6-3            |
| 1999 | Martina Hingis      | Amanda Coetzer           | 6-2, 6-1            |
| 2000 | Martina Hingis      | Sandrine Testud          | 6-3, 7-5            |
| 2001 | Lindsay Davenport   | Martina Hingis           | 6-7(4), 6-4 6-2     |
| 2002 | Martina Hingis      | Monica Seles             | 7-6(6), 4-6, 6-3    |
| 2003 | Lindsay Davenport   | Monica Seles             | 6-7(6), 6-1, 6-2    |
| 2004 | Lindsay Davenport   | Magdalena Maleeva        | 6-4, 6-1            |
| 2005 | Marija Sjarapova    | Lindsay Davenport        | 6-1, 3-6, 7-6(5)    |
| 2006 | Jelena Dementieva   | Martina Hingis           | 6-2, 6-0            |
| 2007 | Martina Hingis      | Ana Ivanović             | 6-4, 6-2            |
| 2008 | Dinara Safina       | Svetlana Kuznetsova      | 6–1, 6–3            |
| 2009 | Marija Sjarapova    | Jelena Janković          | 5–2, avbruten       |
| 2010 | Caroline Wozniacki  | Jelena Dementieva        | 1–6, 6–2, 6–3       |
| 2011 | Agnieszka Radwańska | Vera Zvonarjova          | 6–3, 6–2            |
| 2012 | Nadia Petrova       | Agnieszka Radwańska      | 6–0, 1–6, 6–3       |
| 2013 | Petra Kvitová       | Angelique Kerber         | 6–2, 0–6, 6–3       |

### Dubbel
| År   | Mästare                                   | Finalister                              | Resultat             |
| ---- | ----------------------------------------- | --------------------------------------- | -------------------- |
| 1984 | Claudia Kohde-Kilsch Helena Suková        | Elizabeth Sayers Catherine Tanvier      | 6-4, 6-4             |
| 1985 | Claudia Kohde-Kilsch Helena Suková        | Marcella Mesker Elizabeth Sayers-Smylie | 6-0, 6-4             |
| 1986 | Bettina Bunge Steffi Graf                 | Katerina Maleeva Manuela Maleeva        | 6-1, 6-7(4), 6-2     |
| 1987 | Anne White Robin White                    | Katerina Maleeva Manuela Maleeva        | 6-1, 6-2             |
| 1988 | Pam Shriver Helena Suková                 | Gigi Fernández Robin White              | 4-6, 6-2, 7-6(5)     |
| 1989 | Katrina Adams Zina Garrison               | Mary Joe Fernández Claudia Kohde-Kilsch | 6-3, 3-6, 7-6(5)     |
| 1990 | Gigi Fernández Elizabeth Sayers-Smylie    | Jo-Anne Faull Rachel McQuillan          | 6-2, 6-2             |
| 1991 | Kathy Jordan Elizabeth Sayers-Smylie      | Mary Joe Fernández Robin White          | 4-6, 6-0, 6-3        |
| 1992 | Arantxa Sánchez Vicario Helena Suková     | Martina Navrátilová Pam Shriver         | 7-5, 6-1             |
| 1993 | Martina Navrátilová Helena Suková         | Lori McNeil Rennae Stubbs               | 6-4, 6-3             |
| 1994 | Elizabeth Sayers-Smylie Pam Shriver       | Manon Bollegraf Martina Navrátilová     | 6-3, 3-6, 7-6(3)     |
| 1995 | Gigi Fernández Natasha Zvereva            | Lindsay Davenport Rennae Stubbs         | 6-0, 6-3             |
| 1996 | Gigi Fernández Natasha Zvereva            | Mariaan de Swardt Irina Spîrlea         | 7-6(7), 6-3          |
| 1997 | Lindsay Davenport Natasha Zvereva         | Gigi Fernández Martina Hingis           | 6-4, 6-3             |
| 1998 | Martina Hingis Mirjana Lučić              | Lindsay Davenport Natasha Zvereva       | 7-5, 6-4             |
| 1999 | Lindsay Davenport Natasha Zvereva         | Martina Hingis Jana Novotná             | 6-2, 6-3             |
| 2000 | Martina Hingis Mary Pierce                | Alexandra Fusai Nathalie Tauziat        | 6-4, 6-1             |
| 2001 | Lisa Raymond Rennae Stubbs                | Anna Kournikova Iroda Tuljaganova       | 7-6(5), 2-6, 7-6(6)  |
| 2002 | Lisa Raymond Rennae Stubbs                | Els Callens Roberta Vinci               | 6-1, 6-1             |
| 2003 | Jelena Bovina Rennae Stubbs               | Lindsay Davenport Lisa Raymond          | 6-3, 6-4             |
| 2004 | Cara Black Rennae Stubbs                  | Jelena Lichovtseva Magdalena Maleeva    | 6-0, 6-1             |
| 2005 | Janette Husárová Jelena Lichovtseva       | Lindsay Davenport Corina Morariu        | 6-4, 6-3             |
| 2006 | Lisa Raymond Samantha Stosur              | Cara Black Rennae Stubbs                | 6-2, 6-1             |
| 2007 | Lisa Raymond Samantha Stosur              | Vania King Rennae Stubbs                | 7-6(6), 3-6, 7-5     |
| 2008 | Vania King Nadia Petrova                  | Lisa Raymond Samantha Stosur            | 6–1, 6–4             |
| 2009 | Alisa Kleybanova Francesca Schiavone      | Daniela Hantuchová Ai Sugiyama          | 6–4, 6–2             |
| 2010 | Iveta Benešová Barbora Záhlavová-Strýcová | Shahar Pe'er Peng Shuai                 | 6–4, 4–6, 10–8       |
| 2011 | Liezel Huber Lisa Raymond                 | Gisela Dulko Flavia Pennetta            | 7–6 (7–4), 0–6, 10–6 |
| 2012 | Raquel Kops-Jones Abigail Spears          | Anna-Lena Grönefeld Květa Peschke       | 6-1, 6-4             |